# Success (bedrijf)
Success (株式会社サクセス) is een Japans computerspelontwikkelaar die werd opgericht op 7 juni 1978 door Yoshinari Takato. Het bedrijf werd bekend om de spelserie Cotton en Zoo Keeper.
Success heeft anno 2021 ruim 1000 spellen ontwikkeld voor verschillende platforms, zoals de PlayStation, Mega Drive, Super Famicom, Saturn, PlayStation 2, Wii, Nintendo DS, Xbox 360 en Switch.

## Ontwikkelde spellen (selectie)
- Cotton: Fantastic Night Dreams (1991)
- Cotton 100% (1994)
- RPG Tsukuru: Super Dante (1995)
- Cotton 2: Magical Night Dreams (1997)
- Apocalypse (1998)
- Battle Hunter (1999)
- Rainbow Cotton (2000)
- Spider-Man 2: Enter Electro (2001)
- Super Trucks Racing (2002)
- Metal Gear Solid 2: Sons of Liberty (2003)
- Zoo Keeper (2003)
- Yoshinoya (2004)
- Metal Saga (2005)
- The Dark Spire (2008)
- Kingdom Hearts χ (2013)
- Umihara Kawase Fresh! (2019)